# 联盟街道 (哈尔滨市)
联盟街道是中华人民共和国黑龙江省哈尔滨市平房区下辖的一个街道办事处。

## 行政区划
联盟街道下辖以下村级行政区划单位：
治国社区、龙翔社区和滨江社区。